# Moïse Sahi Dion
Moïse Sahi Dion, né le 20 décembre 2001 à Abidjan en Côte d'Ivoire, est un footballeur ivoirien qui joue au poste d'attaquant au FCV Dender EH.

## Biographie

### Formation et débuts
Né à Abidjan en Côte d'Ivoire, Moïse Sahi Dion commence le football au Majectic Abidjan avant de rejoindre Bamako au Mali afin de jouer pour l'Afrique Football Élite (en). Ses qualités techniques lui valent notamment des comparaisons avec son modèle, Lionel Messi.

### RC Strasbourg
Le 22 janvier 2021, il rejoint le RC Strasbourg, où il évolue dans un premier temps avec l'équipe réserve.
Il joue son premier match en équipe première le 4 avril 2021, à l'occasion d'une rencontre de Ligue 1 face aux Girondins de Bordeaux. Il entre en toute fin de match à la place d'Habib Diallo et son équipe l'emporte par trois buts à deux. Il entre à nouveau en jeu à la place de Diallo lors de la journée suivante, le 10 avril contre le Paris Saint-Germain. Il se fait remarquer ce jour-là en inscrivant son premier but mais ce n'est pas suffisant pour son équipe qui s'incline (1-4 score final),.
Touché à l’ischio-jambier gauche en juillet 2021, Moïse Sahi Dion manque une grande partie du début de saison 2021-2022 et retrouve le groupe professionnel en octobre 2021.

### Style de jeu
Moïse Sahi Dion est présenté comme un joueur capable d'évoluer aussi bien comme attaquant que milieu offensif axial, dont le rôle préférentiel est celui de "neuf et demi". Il est décrit comme un joueur à l'aise balle au pied, vif, technique et bon dans la finition.

### Statistiques
| Saison                | Club                  | Championnat           | Championnat | Championnat | Coupe(s) nationale(s) | Coupe(s) nationale(s) | Total | Total |
| Saison                | Club                  | Division              | M.          | B.          | M.                    | B.                    | M.    | B.    |
| 2020-2021             | RC Strasbourg         | Ligue 1               | 6           | 1           | -                     | -                     | 6     | 1     |
| 2021-2022             | RC Strasbourg         | Ligue 1               | 8           | 0           | 1                     | 0                     | 9     | 0     |
| 2023-2024             | RC Strasbourg         | Ligue 1               | 18          | 3           | 2                     | 2                     | 20    | 5     |
| Sous-total            | Sous-total            | Sous-total            | 32          | 4           | 3                     | 2                     | 35    | 6     |
| 2022-2023             | FC Annecy (prêt)      | Ligue 2               | 36          | 15          | 6                     | 5                     | 42    | 20    |
| Total sur la carrière | Total sur la carrière | Total sur la carrière | 68          | 19          | 9                     | 7                     | 77    | 26    |